# Ommatius spatulatus
Ommatius spatulatus är en tvåvingeart som beskrevs av Charles Howard Curran 1928. Ommatius spatulatus ingår i släktet Ommatius och familjen rovflugor. Inga underarter finns listade i Catalogue of Life.